# Friedrich Heinrich Flottmann
Friedrich Heinrich Flottmann (* 24. Juni 1844 in Bochum; † 3. März 1899 ebenda) war ein deutscher Ingenieur, Unternehmer und Industriepionier.

## Leben

### Herkunft
Er war der Sohn von Johann Heinrich Diederich Flottmann (1818–1895) und Friederike Catherine Wilhelmine Elisabeth Flottmann geb. Wunnenberg (1811–1892).

## Wirken
Er gründete 1869 in seiner Heimatstadt Bochum eine Fabrik für Gelbguss und Armaturenfertigung, später für Maschinenbau. Die Flottmann-Werke entwickelten sich zu einem wichtigen Bergbauzulieferer.
Flottmann heiratete am 2. Juni 1874 in der Petri-Kirche in Dortmund Emilie Teichgräber, die nach seinem Tod das Unternehmen leitete, bis der älteste Sohn Otto Heinrich Flottmann es übernahm und um 1908 nach Herne verlagerte.